# Saison 1971 de la Ligue canadienne de football
Chronologie
Saison précédente Saison suivante
1971 est la 14e saison de la Ligue canadienne de football et la 88e saison depuis la fondation de la Canadian Rugby Football Union en 1884.

## Événements
À partir de cette année, les noms des joueurs sont inscrits sur le dos des chandails, au-dessus du numéro.

## Classements
| Clt   | Équipe                 | PJ | V  | D | N | BP  | BC  | Pts |
| ----- | ---------------------- | -- | -- | - | - | --- | --- | --- |
| +001, | Argonauts de Toronto   | 14 | 10 | 4 | 0 | 289 | 248 | 20  |
| +002, | Tiger-Cats de Hamilton | 14 | 7  | 7 | 0 | 242 | 246 | 14  |
| +003, | Rough Riders d'Ottawa  | 14 | 6  | 8 | 0 | 291 | 277 | 12  |
| +004, | Alouettes de Montréal  | 14 | 6  | 8 | 0 | 226 | 248 | 12  |

| Clt   | Équipe                           | PJ | V | D  | N | BP  | BC  | Pts |
| ----- | -------------------------------- | -- | - | -- | - | --- | --- | --- |
| +001, | Stampeders de Calgary            | 16 | 9 | 6  | 1 | 290 | 218 | 19  |
| +002, | Roughriders de la Saskatchewan   | 16 | 9 | 6  | 1 | 347 | 316 | 19  |
| +003, | Blue Bombers de Winnipeg         | 16 | 7 | 8  | 1 | 366 | 349 | 15  |
| +004, | Lions de la Colombie-Britannique | 16 | 6 | 9  | 1 | 282 | 363 | 13  |
| +005, | Eskimos d'Edmonton               | 16 | 6 | 10 | 0 | 237 | 305 | 12  |

## Séries éliminatoires

### Demi-finale de la Conférence de l'Ouest
- 6 novembre : Blue Bombers de Winnipeg 23 - Roughriders de la Saskatchewan 34

### Finale de la Conférence de l'Ouest
- 13 novembre : Roughriders de la Saskatchewan 21 - Stampeders de Calgary 30
- 17 novembre : Stampeders de Calgary 23 - Roughriders de la Saskatchewan 21

Calgary gagne la série au meilleur de trois matchs 2 à 0 et passe au match de la coupe Grey.

### Demi-finale de la Conférence de l'Est
- 7 novembre : Rough Riders d'Ottawa 4 - Tiger-Cats de Hamilton 23

### Finale de la Conférence de l'Est
- 14 novembre : Argonauts de Toronto 23 - Tiger-Cats de Hamilton 8
- 20 novembre : Tiger-Cats de Hamilton 17 - Argonauts de Toronto 17

Toronto remporte la série 40 à 25 et passe au match de la coupe Grey.

### 59ecoupe Grey
- 28 novembre : Les Stampeders de Calgary gagnent 14-11 contre les Argonauts de Toronto au stade de l'Empire à Vancouver (Colombie-Britannique).

## Honneurs individuels
- Trophée Schenley du meilleur joueur : Don Jonas (en) (QA), Blue Bombers de Winnipeg
- Trophée Schenley du meilleur joueur de ligne : Wayne Harris (en) (SEC), Stampeders de Calgary
- Trophée Schenley du meilleur Canadien : Terry Evanshen (RÉ), Alouettes de Montréal
- Trophée Jeff-Russel (courage, habileté, jeu propre et esprit sportif dans la Conférence de l'Est) : Mel Profit (AR), Argonauts de Toronto